# Трефолев, Владимир Дмитриевич

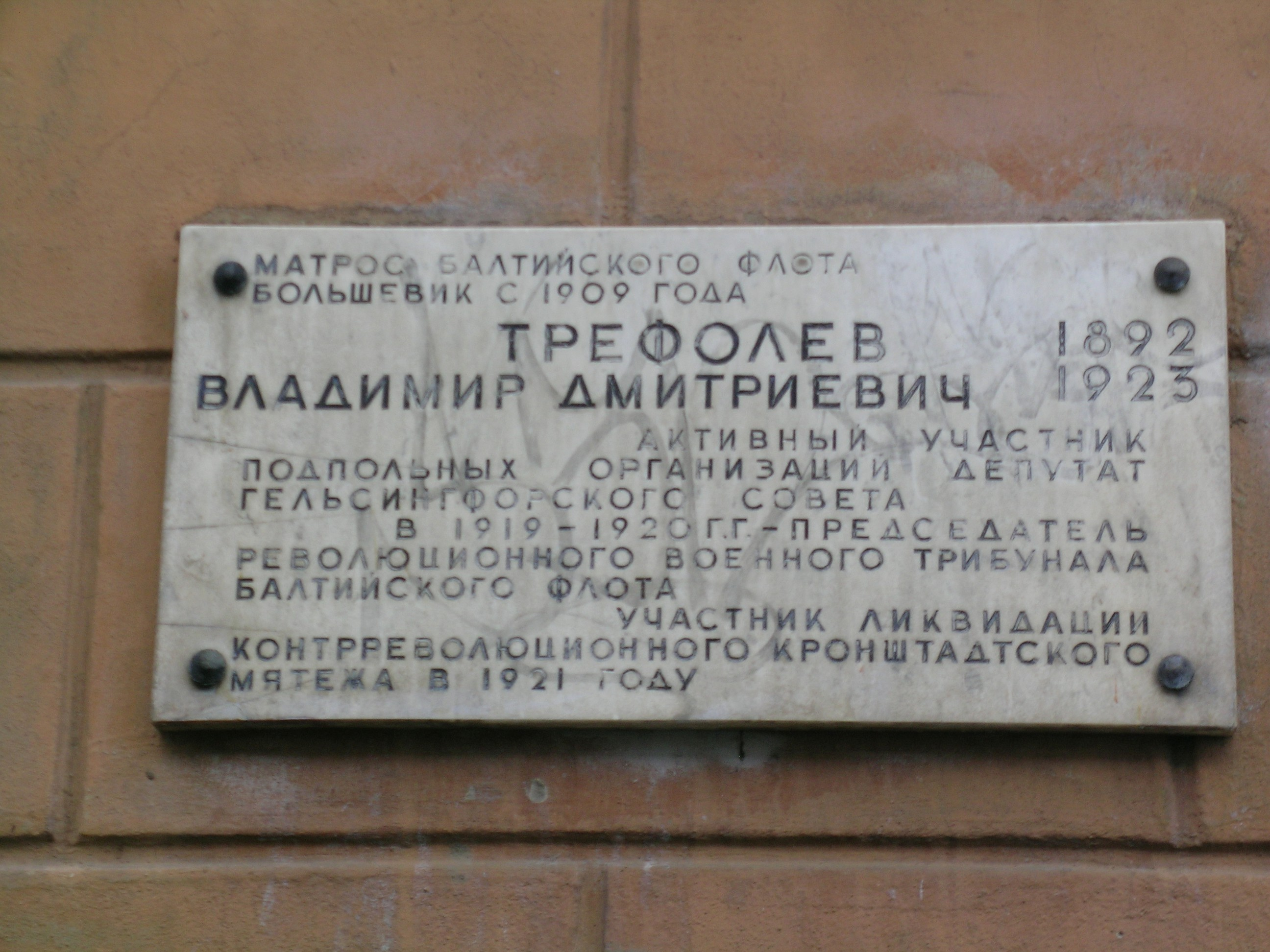
Мемориальная доска на доме № 1 по ул. Трефолева в Санкт-Петербурге по проекту арх. Е. П. Линцбаха. В августе 2012 г. она была уничтожена вандалами.

Владимир Дмитриевич Трефолев (1892—1923) — матрос Балтийского флота, чекист, председатель Революционного трибунала Балтийского флота, один из активных участников подавления Кронштадтского восстания (1921 год), один из тех, кому В. И. Ленин поручил осуществить ледовый переход кораблей Балтийского флота в феврале—апреле 1918 года из Ревеля и Гельсингфорса в Кронштадт. «Это был беспримерный в морской истории подвиг» — спасение Балтийского флота от немецких интервентов. Участник Гражданской войны и революции.

## Биография
Родился 4 (16) мая в 1892 года в Кологриве. Детство и юношество прошли в уездном городе Кологриве Костромской губернии. Студент сельскохозяйственной школы. Окончил приходское училище. Окончил уездное училище. Старейшее учебное заведение Кологрива в 1900-е гг.. Поступил в Екимцевское низшее сельскохозяйственное училище (основанное на средства мецената Ф. В. Чижова). Заброшенное училище.
Служил сначала агрономом, затем был призван на флот матросом первой статьи. Большевик с 1909 года. В 1909 г. был призван на военную службу матросом на Балтийский флот. 1913—1914 гг. исполнял обязанности денщика. Учился в машинной школе Балтийского флота в Кронштадте.
С 1914 г. служил машинистом на линейном корабле «Император Павел I» (после Февраля 1917 г. переименованным в «Республику»). Где также служили П. Е. Дыбенко, Н. А. Ховрин, В. М. Марусев. Участник Первой мировой войны. Активный участник подпольных организаций.
После февраля 1917 г. — депутат Гельсингфорсского Совета депутатов армии, флота и рабочих.
После Октября 1917 г. — председатель ревизионной комиссии Кронштадтских продовольственных складов.
В феврале—апреле 1918 года был осуществлён ледовый переход кораблей Балтийского флота из Ревеля и Гельсингфорса в Кронштадт. В. Д. Трефолев был одним из тех, кому В. И. Ленин поручил это осуществить. Это был беспримерный в морской истории подвиг.. 211 кораблей было спасено и не достались немцам.
Март 1919 г. — председатель судового комитета линкора «Республика» (бывш. «Император Павел I»).
Член исполнительного комитета Петроградского Совета.
С 01.04.1919 — член военного трибунала Балтийского флота.
Участник подавления восстания форта «Красная Горка» в июне 1919 г. Устроенного при поддержке Великобритании.
С 02.12.1919 до 16.05.1921 — председатель революционного военного трибунала Балтийского флота.
Затем был переведён в Политуправление Балтийского флота.
В сентябре 1920 г. — член состава Центральной флотской комиссии по перерегистрации членов РКП(б).
02.07.1921 возвратился в судебные органы. Член коллегии Реввоентрибунала Петроградского военного округа и Балтийского флота.
В ноябре 1921 на руководящей работе в военной секции Петроградского губернского Совета.
Возглавил социально-юридическую коллегию.
В апреле 1922 г. — член коллегии трибунала Балтийского флота.
С декабрь 1922 по август 1923 гг. — председатель 224-го гарнизонного военного суда.
Декабрь 1922 г. — заместитель председателя объединённого военного трибунала Петроградского военного округа и Балтийского флота.
Декабрь 1922 г. — председатель Реввоентрибунала в Кронштадте.
После подавления Кронштадтского восстания (1921 г.) В. Д. Трефолев проводил показательные суды. К лету 1921 года через трибунал прошёл 10001 человек: 2103 были приговорены к расстрелу по решению ревтрибунала и расстреляны, 6447 — приговорены к разным срокам заключения и 1451 — хотя и были освобождены, но обвинение с них не сняли. С весны 1922 началось массовое выселение жителей Кронштадта. В 1990-х гг. после развала СССР все участники Кронштадтского восстания были реабилитированы, а судебные решения, принятые под руководством В. Д. Трефолева, признаны неправосудными.
Скончался 19 августа 1923 года от воспаления мозга, находясь в отпуске в Кологриве.
Прощание с В. Д. Трефолевым проходило в доме Абашидзе, гроб с его телом по ступеням дома выносили балтийские матросы. 

Как и другие подавлявшие Кронштадтское восстание, похоронен в братской могиле на Якорной площади Кронштадта. Тело Трефолева было доставлено в Кронштадт по просьбе матросов. 

Захоронение состоялось 31 августа 1923 года.

Трефолев был призван матросом второй статьи в 1913 г., окончив школу Балтийского флота стал машинистом второй статьи, в июле 1914 г. назначен на линейный корабль «Император Павел I» (с 19.04.1917 — «Республика»), где в сентябре 1915 г. был произведён в машинисты первой статьи.

## Семья
- Отец Дмитрий Фёдорович Трефолев коллежский асессор был начальником Кологривской тюрьмы[11][12].

«Начальник Кологривского тюремного замка, Коллежский Ассесор, Дмитрий Фёдорович Трефолев,…
имеет серебряную медаль в память Императора Александра III-го»

фотография Дмитрия Фёдоровича Трефолева
- Мать Павла Афанасьевна.

фотография Павлы Афанасьевны
- Сестра Раиса Дмитриевна Ивина. Она и её муж Пантелеймон Алексеевич Ивин всю жизнь проработали учителями. Они оба стали кавалерами ордена Ленина.

фотография Раисы Дмитриевны Ивиной
- Сестра Лидия Дмитриевна

фотография Лидии Дмитриевны с мужем
- Брат Александр Дмитриевич Трефолев

фотография Александра Дмитриевича Трефолева
- Брат Леонид Дмитриевич Трефолев

фотография Леонида Дмитриевича Трефолева
Происхождение и значение фамилии Трефолев. Трефоль — трефоль/трифоль, растение трилистник, от которого образуется имя греческого происхождения Трифил (Трифилий) — «трилистник», от которых и образуется фамилия Трефолев. «Трефоль» — лекарственное растение на фотографии из собрания Федерального государственного бюджетного учреждения культуры «Российский этнографический музей» на сайте Госкаталог.рф. 

В Кологриве фамилию произносят с ударением на втором слоге: ТрефОлев.

## Память
В Санкт-Петербурге одна из улиц названа именем Трефолева (до 1939 г. — Петергофская). На фасаде дома № 1 была установлена мемориальная доска. В августе 2012 г. она была уничтожена вандалами.
В 1969 г. в Кологриве в доме, в котором в 1892—1913 гг. жил В. Д. Трефолев, был открыт мемориальный музей. 

На август 2024 года Дом-музей В. Д. Трефолева не работает, в связи с аварийным состоянием дома. 

Уважаемая Раиса Дмитриевна! Кологривский райком КПСС сообщает, что Ваша просьба сохранить дом Трефолева В. Д. как дом-музей удовлетворена. Решением исполкома Кологривского Совета депутатов трудящихся дом Трефолева по ходатайству школы-интерната передан им под дом-музей. 

Надеемся, что Вы будете поддерживать тесную связь с Кологривской школой-интернатом. Если у Вас есть фотографии или документы Владимира Дмитриевича, просим передать их дому-музею имени Трефолева. 

Секретарь Кологривского райкома KПСС 

И. БЫСТРОВ
— газета «Знамя коммунизма» понедельник, 7 ноября 1966 года № 221 (2938)
Вторая полоса
Также в городе имеется улица названая его именем. 

Улица Трефолева (Кологрив).
Мемориальная доска на доме В. Д. Трефолева в Кологриве открыта в 1958 г.
Имя Владимира Трефолева было присвоено:
- Базовому тральщику T-256 (1940—1988) проекта 73К Балтийского флота[19][20][21][22].

Место постройки: Ленинград Завод № 363. 

Спущен на воду 03.12.1940. 

Вступление в строй 27.12.1947. 

С 25.09.1940 «Владимир Трефолев», затем — УТС-2. 

Списан в 1988 г.
- Спасательному судну СС-87 (1962—1995) проекта 527 сначала в составе Балтийского, а затем Северного флотов[23].

фотография 1, фотография 2.
Имя присвоено в 1973 г., выведенного из боевого состава в 1994 году.
Существует видеофильм «Дальний поход судна „Владимир Трефолев“ 1974 года»
. 

Место постройки: г. Николаев НГЗ им. 61 Коммунара (завод № 445). 

Вступление в строй 30.09.1962. 

с 1973 — «Владимир Трефолев». 

Списано 01.09.1995.

### Газеты
- Газета «Знамя коммунизма», понедельник, 7 ноября 1966 года № 221 (2938). Вторая полоса. А. Семёнов Статья: «ГЕРОИ ОКТЯБРЯ. ЕСТЬ В ЛЕНИНГРАДЕ УЛИЦА». Тираж 26090 : портрет. (интервью-воспоминания Раисы Дмитриевны Ивиной сестры В. Д. Трефолева)
- Газета «???», 10 марта 1959 года № 56 (13308). Статья: «Их именами названы… Чекист~балтиец» : портрет.
- Борец на фронте правосудия // Красный Балтийский флот. — 1923. — 1 сентября.
- А. Румянцев. Памяти В. Д. Трефолева / А. Румянцев // Красный Балтийский флот. — 1923. — 23 августа.
- Герои Октября. Владимир Трефолев — балтиец : [портрет] // Краснофлотец. — 1942. — № 19/20. — С. 9.
- М. Ефимов. Матрос, революционер, военный судья / М. Ефимов, Д. Жданов // Страж Балтики. — 1968. — 27 августа.

О жизни и деятельности ветерана революционного правосудия на Балтийском флоте В. Д. Трефолеве.
- В. Павлюченко. Партии рядовой / В. Павлюченко // Страж Балтики. — 1977. — 29 ноября.

О моряке-балтийце, первом председателе Ревтрибунала Балтийского Флота В. Д. Трефолеве.
- В. Коновалов. Владимир Трефолев [1892-1923 г.] / В. Коновалов // На страже Заполярья. — 1958. — 4 февраля : портрет.
- Л. Ряховский. На корабле, носящем имя моряка-революционера «Трефолев» / Л. Ряховский // Советский флот. — 1958. — 16 февраля : ил.
- В. Сулима. Моряки в борьбе за власть Советов / В. Сулима // На вахте. — 1957. — 17 октября.

Краткий очерк революционной и боевой деятельности героя Гражданской войны, матроса балтийского флота В. Д. Трефолева.
- Л. Тайгов. На родину моряка-героя / Л. Тайгов // На вахте. — 1958. — 20 февраля.

Участник Великой Октябрьской революции В. Д. Трефолев.
- В. Д. Трефолев : [некролог] / [А. Р.] // Красный флот. — 1923. — № 9. — С. 76 : портрет.
- В. Д. Трефолев : [некролог] // Красный флот. — 1923. — № 8. — С. 127.
- Похороны товарища Трефолева // Красный Балтийский флот. — 1923. — 1 сентября.

## Архивы
- ЦГАИПД СПб. Фонд Р-1728. Опись 1—4. Дело 28520 (Личные дела).
- ЦГАЛИ СПб. Фонд Р-118. Опись 1. Дело 2970 (Трефолев В. Д., матрос и др.).
- Архив ВМФ СПб. Фонд Р-174. Опись 1, дело 99, л. д. 55. (Фонд Р-174, Опись 1, Ед. Хр.99 Анкеты личного состава ревтрибунала с 1922 по 1952 гг.).
- Архив ВМФ СПб. Фонд Р-34, Опись 1, Ед. Хр.2362 (Трефольев Владимир Дмитриевич (№ партбилета — 8562))
- Архив ВМФ СПб. Фонд Р-92, Опись 18-4, Ед. Хр.27554 (Трефолев Владимир Дмитриевич).
- ЦГА СПб Фонд Р-5297. Опись 1. Дело 957. ЛЛ. 1—12. Именной каталог. Трефолев Владимир Дмитриевич, 1892—1923. Личное дело бывшего красногвардейца Финляндской Красной гвардии, ротного командира, агитатора. товарища председателя Судового комитета. Имеется фотография.

## Госкаталог
- Документ. Свидетельство об окончании Кологривского приходского училища Трефолева Владимира Дмитриевича, 1 октября 1904 года[27].
- Негатив. Трефолев В. Д. — председатель Р. Трибунала Балтфлота — снимок 1920 г., 1920 г. [28].
- Негатив. Трефолев В. Д. — председатель Р. Трибунала Балтфлота — снимок 1918—1919 гг., 1918—1919 гг. [29].
- Негатив. Трефолев В. Д. — председатель Рев. трибунала Балтфлота, 1920 г.[30].
- Негатив. Трефолев В. Д. — председатель Рев. трибунала Балтфлота, 1920 г.[31].
- Фотография. Трефолев В. Д. в годы учёбы в сельскохозяйственном училище, 1902—1913 гг.[32].
- Фотография. Матрос Трефолев Владимир Дмитриевич, нач. XX в.[33].
- Фотография. Трефолев Владимир Дмитриевич, автор Васильев Алексей Павлович, место Ярославль, 1913 г.[34].
- Фотография. Группа учеников Кологривского городского училища. В первом ряду слева Трефолев Владимир Дмитриевич, 1910 г.[35].
- Фотография. Трефолев Владимир Дмитриевич в годы учёбы в машинной школе в Кронштадте, нач. XX в.[36].
- Картина. Портрет Трефолева В. Д. — председателя революционного трибунала Балтийского флота. Неизвестный художник. 2-я пол. 20 в. Материал, техника: холст, масло, масляная живопись.[37].
- Фотографии. Судебное заседание Военно-революционного трибунала Балтийского флота. В президиуме сидит Трефолев. 1922 г.[38].
- Фотография. Трефолев Владимир Дмитриевич, моряк с линейного корабля «Павел I», позже председатель ревтрибунала Балтийского флота. 1914 г.[39].
- Фотография. Трефолев Владимир Дмитриевич, моряк с линейного корабля «Павел I», позже председатель ревтрибунала Балтийского флота. 1914 г. (на фотографии справа)[40].
- Фотография. Материалы о Трефолеве Владимире Дмитриевиче 1913 г. "Кологривское Сельско-Хозяйственно-Техническое Училище имени Ф. В. Чижова, Выпуск 1913, фотограф А. П. Васильев[41].
- Фотография. Материалы о Трефолеве Владимире Дмитриевиче. (фотография В. Д. Трефолева) 1917—1918 гг.[42].
- Фотография. Материалы о Трефолеве Владимире Дмитриевиче. (фотография В. Д. Трефолева) 1921 г.[43].
- Фотография. Проводы тела Трефолева В. Д. в Кронштадт, 1923 г.[44].
- Фотография. Проводы тела Трефолева В. Д. в Кронштадт, 1923 г.[45].
- Фотография. Похороны в Кронштадте Трефолева. 1923 г.[46].
- Фотография. Похороны в Кронштадте Трефолева. 1923 г.[47].
- Фотография. Похороны в Кронштадте Трефолева. 1923 г.[48].
- Тельняшка Трефолева Владимира Дмитриевича, нач. XX в.[49].
- Брюки Трефолева Владимира Дмитриевича, нач. XX в.[50].
- Карандаш Трефолева Владимира Дмитриевича, нач. XX в.[51].
- Документ. Тетрадь Трефолева Владимира Дмитриевича, нач. XX в.[52].
- Документ. Купчая на дом, где в детские и юношеские годы жил Трефолев Владимир Дмитриевич. 20 октября 1915 года[53].
- Документ. План земельного участка дома Трефолевых, нач. XX в.[54].
- Фотография. Здания г. Кологрива. Дом Трефолева, 1965 г.[55].
- Фотография. Митинг у дома Трефолева. Открытие мемориальной доски. Выступает Романов В. А. — председатель исполкома Райсовета[56].
- А. Шаронин Фотография. Митинг у дома Трефолева. Открытие мемориальной доски. Выступает Романов В. А. — председатель исполкома Райсовета, 1958 г.[57].
- Фотография. Митинг у дома Трефолева (Открытие мемориальной доски), 1958 г. [58].
- Послужной список Трефолева Дмитрия Фёдоровича (отец В. Д. Трефолева), кон. XIX — нач. XX вв.[11].
- Фотография. Отец Трефолева Владимира Дмитриевича — Дмитрий Фёдорович, авт. Перепёлкин Александр Иванович, нач. XX в.[59].
- Фотография. Мать Трефолева Владимира Дмитриевича — Павла Афанасьевна, авт. Перепёлкин Александр Иванович, нач. XX в.[60].
- Фотография. Брат Трефолева Владимира Дмитриевича — Александр, 1-я четв. XX в[61].
- Фотография. Брат Трефолева Владимира Дмитриевича — Леонид (слева), 1915 г.[62].
- Фотография. Сестра Трефолева Владимира Дмитриевича — Раиса, авт. Васильев Алексей Павлович, нач. XX в.[63].
- Фотография. Сестра Трефолева Владимира Дмитриевича — Лидия с мужем, 1911 г.[64].
- и многое другое.